# Eybacher Hütte
Die Eybacher Hütte ist das Wanderheim der Ortsgruppe Eybach des Schwäbischen Albvereins, rund 500 Meter südlich des Dorfes Schnittlingen und rund fünf Kilometer nordöstlich von Geislingen an der Steige im Landkreis Göppingen auf einer Höhe von 683 m ü. NHN.

## Geschichte

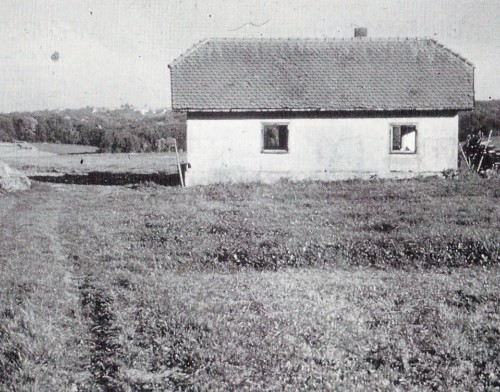
Eybacher Hütte vor ihrem ersten Umbau

Im Jahr 1928 wurde die Eybacher Hütte von der Schützengilde Schnittlingen unter deren Vorstand Franz Dürr als Schießhaus erbaut und in den Nachkriegsjahren von einer Heimatvertriebenen-Familie bewohnt. Später verwaiste das ehemalige Schießhaus, bis es im Jahr 1967 von der Ortsgruppe Eybach des Schwäbischen Albvereins von der Gemeinde Böhmenkirch gepachtet, renoviert und als Wanderheim eingerichtet wurde. Am 16. Juni 1968 wurde das Wanderheim in Anwesenheit des Albvereinsvorsitzenden Georg Fahrbach eingeweiht. 1979 wurde ein Anbau fertiggestellt und die Hütte in ihre jetzige Form gebracht.

## Anreise
- per Zug bis zum Bahnhof Geislingen an der Steige bzw. zur Haltestelle Geislingen an der Steige West (ab hier per Fuß)
- per PKW bis direkt an die Hütte (Parkplatz vorhanden)

## Zugang
- von Geislingen an der Steige West über den Tegelberg, Kuchalb, Fernmeldeturm Stötten in 2½ Stunden
- von Geislingen an der Steige über Eybach in 3 Stunden
- von der Roggenmühle über das Mordloch in 1 Stunde